# Burgwall von Clenze
Der Burgwall von Clenze ist ein abgegangener slawischer Burgwall in der Ortsmitte der Gemeinde Clenze im niedersächsischen Landkreis Lüchow-Dannenberg.

## Geschichte
Der Ort Clenze wurde 956 erstmals erwähnt und ist damit der älteste urkundlich erwähnte Ort des Wendlands. Die Burg wird allerdings nie ausdrücklich in der historischen Überlieferung genannt.
Die Kenntnisse über die Geschichte des Walles beruhen allein auf der 1976 durchgeführten Ausgrabung. Demnach weist die Burg drei Siedlungsphasen auf, von denen die älteste in das 9. Jahrhundert datiert. Die jüngste Phase endet mit einem Zerstörungshorizont des 10. Jahrhunderts. In welcher Weise der Burgplatz in der Folgezeit besiedelt war, ist aufgrund der Störungen der oberen Bodenschichten durch die Nutzung des Geländes als Friedhof nicht zu erschließen.
Auf dem ehemaligen Burggelände wurde die 1325 erstmals erwähnte Kirche St. Bartholomäus errichtet. Diese wurde bei einem Brand im Jahre 1827 stark beschädigt und 1852 durch die existierende neogotische Saalkirche ersetzt. 

## Beschreibung
Die Burg lag auf dem Kirchberg, einem 5 m hohen Hügel mit einem oberen Plateau von 47 m Durchmesser. Die kleinflächige Ausgrabung hat ergeben, dass die Innenfläche der Burg ca. 30 × 36 m maß.
Der Burgwall bestand aus einer ca. 3,5 m breiten Holz-Erde-Konstruktion. Von der Innenbebauung wurde ein typisch slawisches Grubenhaus mit Feuerstelle erfasst.